# Olga Kučerenková
Olga Kučerenková (rusky Ольга Кучеренко, * 5. listopadu 1985) je ruská atletka, jejíž specializací je skok daleký.
Jejím největším úspěchem je bronzová medaile, kterou získala v roce 2009 na halovém ME v italském Turíně. Ve finále měřil její nejdelší pokus 682 cm, stříbro vybojovala její krajanka Jelena Sokolovová (684 cm) a zlato získala Ksenija Baltaová z Estonska, která skočila 687 cm.
V témž roce se umístila na mistrovství světa v atletice 2009 v Berlíně výkonem 677 cm na pátém místě. Do stejné vzdálenosti skočila také Portugalka Naide Gomesová, která však měla lepší ostatní pokusy a skončila čtvrtá. Bronz vybojovala Karin Mey Melis z Turecka za 680 cm. Na mistrovství Evropy v Barceloně 2010 vybojovala výkonem 684 cm bronzovou medaili.
Na Mistrovství světa v atletice 2011 v jihokorejském Tegu skončila s výkonem 677 cm stříbrná, když zaostala za zlatou Američankou Brittney Reeseovou o 5 cm.
Její osobní rekord pod širým nebem má hodnotu 713 cm, v hale 687 cm.